# Teana
Teana é uma comuna italiana da região da Basilicata, província de Potenza, com cerca de 751 habitantes. Estende-se por uma área de 19 km², tendo uma densidade populacional de 40 hab/km². Faz fronteira com Calvera, Carbone, Castronuovo di Sant'Andrea, Chiaromonte, Fardella.

## Demografia
| Variação demográfica do município entre 1861 e 2011                               |
|                                                                                   |
| Fonte: Istituto Nazionale di Statistica (ISTAT) - Elaboração gráfica da Wikipedia |